# 甘泉山汉墓群
甘泉山汉墓群，位于江苏省扬州市邗江区，是中华人民共和国江苏省文物保护单位之一。
2006年6月5日，授予江苏省文物保护单位，是一座古墓葬。